# Вима (газета)
«Ви́ма» (греч. Το Βήμα — Трибуна) — ежедневная греческая газета, основанная в 1922 году Димитрисом Ламбракисом, отцом Христоса Ламбракиса. Сейчас собственником газеты остаётся Lambrakis Press Group, медиа-группа, которая среди других издаёт газету «Неа».
«Вима» — авторитетное, популярное издание высокого уровня, публикуется ежедневно, кроме понедельника. Должность главного редактора занимает Ставрос Психарис. Среди её постоянных авторов такие известные греческие журналисты, как Василис Мулопулос и Яннис Претендерис, а также учёные, в основном преподаватели университетов (например, Константинос Цукалас, Никос Музелис и Димитрис Психогиос), политологи и политики.